# Banda Mustafaj
La Banda Mustafaj era un gruppo di dissidenti politici albanesi in esilio, che nel 1982 pianificò un attentato ai danni del leader politico della Repubblica Popolare Socialista d'Albania Enver Hoxha. Il piano fu sventato: due membri del gruppo morirono durante l'azione, un terzo fu arrestato dalla polizia albanese e in seguito rilasciato.

## Membri della Banda Mustafaj
- Sabaudin Haznedari (Dino) † – leader del gruppo. Nato nel 1925, comunista dissidente amico di Halit Bajrami, altro membro del gruppo, con cui fuggì in Grecia nel 1950. Dopo aver lasciato la penisola ellenica visse per molti anni in Italia, a Roma, dove divenne proprietario di una lavanderia.
- Xhevdet Mustafa (Billy) † – Nato nel 1940, fuggì dall'Albania nel 1964 e si trasferì a Staten Island, New York, dove lavorò come meccanico. Mustafa risultò legato (in qualità di affiliato all'organizzazione) al boss della mafia albanese Xhevdet Lika. Ebbe inoltre rapporti stretti con Leka Zogu, erede al trono d'Albania, dal quale ricevette ingenti finanziamenti. Tutti risultarono coinvolti nell'accusa di traffico di stupefacenti. Per questo motivo Mustafa nel 1981 dovette fuggire dagli Stati Uniti[3]. Nel 1982, all'età di 42 anni, prese parte all'organizzazione e all'esecuzione del tentativo di attentato ai danni del leader albanese Enver Hoxha.
- Halit Bajrami (Alex) † – Nato nel 1925, fuggì con l'amico Sabaudin in Grecia nel 1950. Halit visse per molti anni in Nuova Zelanda, dove fu reclutato come agente informatore della Sigurimi, la polizia segreta albanese. Quando prese parte all'attentato a Hoxha aveva 57 anni e nel gruppo si infiltrò informatore, consentendo alla polizia albanese di sventare l'operazione.
- Fadil Kaceli (Fred) – fratello del pittore Sadik Kaceli, visse per molti anni in Nuova Zelanda, cui fece ritorno dopo il fallito attentato.

## Operazione
Sebbene i motivi all'origine dell'operazione non siano ancora del tutto chiari, è certo che l'eliminazione di Hoxha fosse stata concepita già nel 1975 durante il matrimonio del pretendente al trono albanese Leka Zogu. L'operazione ottenne poi l'appoggio dei servizi segreti della Jugoslavia, come rappresaglia contro le proteste in Kosovo del 1981.
I quattro membri della banda si incontrarono in Italia nel 1982. Halit, a quel tempo informatore della Sigurimi, ottenne l'approvazione della polizia segreta albanese alla partecipazione all'attentato assicurando, con le informazioni dettagliate sull'operazione che fornì, la cattura degli altri membri del gruppo.
Sebbene anche Fadil avesse pianificato un ruolo attivo nell'operazione, fu ferito poco prima dell'avvio della operazione e dovette rinunciare. Dopo aver recuperato le forze in Italia, fece ritorno in Nuova Zelanda. Gli altri attentatori attraversarono il Canale d'Otranto su un barcone e arrivarono sulle coste albanesi nella notte tra il 24 e il 25 dicembre 1982, sbarcando a Divjakë. Le forze di polizia albanesi furono informate da Halit sul luogo dello sbarco e tentarono l'arresto del gruppo, ma Xhevdet decise all'ultimo momento di cambiare i piani, a causa dell'assenza forzata di Fadil. Xhevdet, Sabaudin e Halit sbarcarono dunque sulla costa albanese inosservati e si nascosero nella foresta di Karavasta, a circa 90 km da Tirana. Il gruppo era dotato di fucili, pistole, binocoli, un trasmettitore radio e denaro.
All'alba Xhevdet e Sabaudin andarono in esplorazione e uccisero due poliziotti che li avevano individuati. Un'ora e mezza dopo una nave della marina albanese li avvistò e intimò loro di arrendersi. Xhevdet aprì il fuoco, uccidendo due ufficiali e prendendo poi in ostaggio un pescatore. I componenti della banda si diressero quindi verso Tirana travestiti da poliziotti e trascorsero la notte sotto un ponte a nord-est di Divjakë.
Il mattino seguente l'ostaggio guidò i tre della banda verso Rrogozhinë, dove acquistarono i biglietti del treno per Tirana del pomeriggio. Durante l'attesa il gruppo fu avvicinato da ufficiali della polizia albanese che chiesero a Sabaudin i documenti. Halit rispose che non avevano documenti e che erano tutti sabotatori. Halit fu dunque preso in custodia dai poliziotti, Xhevdet riuscì a fuggire rubando un furgone FSC Żuk, Sabaudin sfuggì all'arresto nascondendosi in un bunker sotterraneo. Sabaudin venne in seguito scoperto e ferito dai cecchini della polizia in uno scontro a fuoco, suicidandosi infine una volta in trappola. Nel frattempo Xhevdet, dopo essersi diretto verso sud-ovest, prese in ostaggio un civile in auto e lo costrinse a condurlo verso Lushnjë, dove si nascose in una casa privata tenendo in ostaggio una famiglia per circa due ore. Infine, individuato dalla polizia, anche lui optò per il suicidio.

## Epilogo
Halit, l'unico sopravvissuto del gruppo, fu posto in custodia cautelare ed interrogato. Egli testimoniò contro l'ex ministro della difesa Kadri Hazbiu, che fu rimosso dal suo incarico il 10 ottobre 1982 perché sospettato di essere una spia jugoslava e della CIA e per aver fornito i nascondigli per il gruppo. Kadri Hazbiu fu infine condannato per alto tradimento e fucilato nel 1983. Halit Bajrami venne invece rilasciato e fece ritorno in Nuova Zelanda.
Il pretendente al trono albanese in esilio Leka Zogu negò di essere a conoscenza dell'operazione e di aver preso parte alla sua organizzazione. 